# Phyllolabis nielseni
Phyllolabis nielseni là một loài ruồi trong họ Limoniidae. Chúng phân bố ở miền Cổ bắc.